# 巴黎达利蒙马特空间

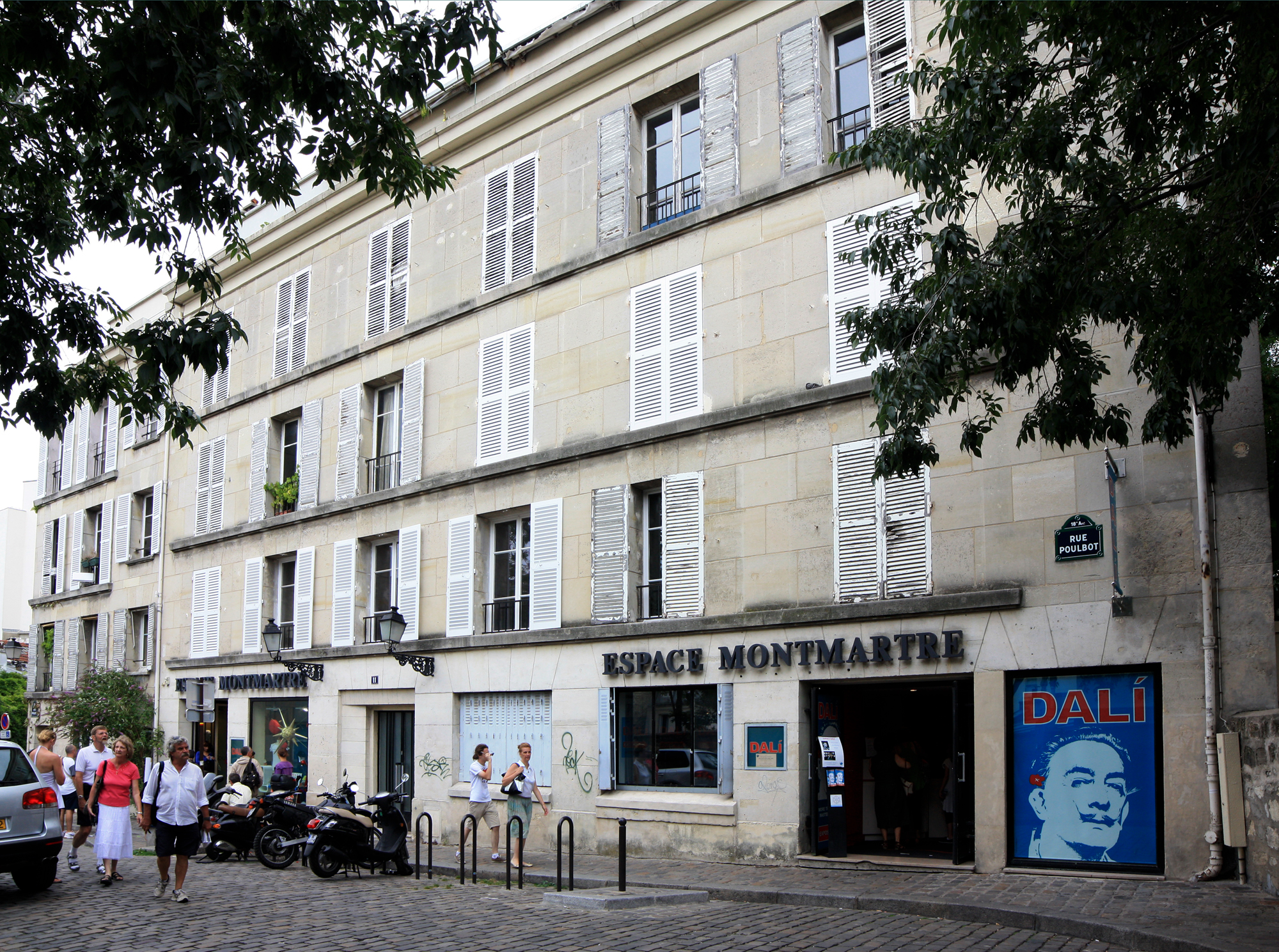

巴黎达利蒙马特空间位于巴黎十八区蒙马特高地, 收藏有大量法国超现实主义的艺术作品，其中包括达利本人的作品和他的收集品。达利的作品常用暗喻或象征的手法来表达其自身含义。达利认为拐杖象征了死亡、复活、权力和能力，鸡蛋是生命、涅磐的象征，而蚂蚁则是死亡和人类道德短暂性的象征。蜗牛缓慢、悠闲的脚步则代表宇宙中的时间。